# Tsarski Izvor
Tsarski Izvor (Bulgaars: Царски извор) is een dorp in het noordoosten van Bulgarije. Het is gelegen in de gemeente Strazjitsa in de oblast Veliko Tarnovo. Het dorp ligt ongeveer 28 km ten oosten van Veliko Tarnovo en 218 km ten oosten van de hoofdstad Sofia.

## Bevolking
In de eerste volkstelling van 1934 registreerde het dorp 1.849 inwoners. Dit aantal nam toe tot een hoogtepunt van 2.016 inwoners in 1946. Sindsdien neemt het inwonersaantal af. Op 31 december 2019 telde het dorp 1.486 inwoners.
Van de 822 inwoners reageerden er 799 op de optionele volkstelling van 2011. Van deze 799 respondenten identificeerden 412 personen zichzelf als Bulgaren (51,6%), gevolgd door 313 Bulgaarse Turken (39,2%) en 71 etnische Roma (8,9%).
Van de 822 inwoners in februari 2011 werden geteld, waren er 162 jonger dan 15 jaar oud (19,7%), gevolgd door 524 personen tussen de 15-64 jaar oud (63,7%) en 136 personen van 65 jaar of ouder (16,5%).